# Liste der Monuments historiques in Poilley (Ille-et-Vilaine)
Die Liste der Monuments historiques in Poilley (Ille-et-Vilaine) führt die Monuments historiques in der französischen Gemeinde Poilley auf.

## Liste der Bauwerke
| Bezeichnung     | Beschreibung | Standort                      | Kennzeichnung | Schutzstatus | Datum | Bild           |
| --------------- | ------------ | ----------------------------- | ------------- | ------------ | ----- | -------------- |
| Schloss         |              | (Lage)                        | PA00090659    | Inscrit      | 1926  |                |
| Croix de Demeau | Kreuz        | Carrefour de la Ballue (Lage) | PA00090660    | Inscrit      | 1926  | weitere Bilder |

## Liste der Objekte
- Monuments historiques (Objekte) in Poilley (Ille-et-Vilaine) in der Base Palissy des französischen Kultusministeriums